# 2024年世界水泳選手権セーシェル選手団
2024年世界水泳選手権セーシェル選手団は、2024年2月2日から2月18日までカタールのドーハで開催された第21回世界水泳選手権のセーシェル選手団、およびその競技結果。

## 選手団
- 人員: 選手 7人

## 選手名簿・結果
| 選手                     | 種目                      | 予選      | 予選 | 準決勝   | 準決勝   | 決勝            | 決勝     |
| 選手                     | 種目                      | 結果      | 順位 | 結果     | 順位     | 結果            | 順位     |
| ------------------------ | ------------------------- | --------- | ---- | -------- | -------- | --------------- | -------- |
| アダム・モンシェリー     | 男子50m自由形             | 24秒27    | 67位 | 予選敗退 | 予選敗退 | 予選敗退        | 予選敗退 |
| アダム・モンシェリー     | 男子50mバタフライ         | 25秒40    | 43位 | 予選敗退 | 予選敗退 | 予選敗退        | 予選敗退 |
| シモン・バフマン         | 男子200mバタフライ        | 2分03秒31 | 31位 | 予選敗退 | 予選敗退 | 予選敗退        | 予選敗退 |
| シモン・バフマン         | 男子200m個人メドレー      | 2分07秒85 | 34位 | 予選敗退 | 予選敗退 | 予選敗退        | 予選敗退 |
| ティエリー・パイエ       | 男子5kmオープンウォーター | -         | -    | -        | -        | 1時間01分24秒50 | 70位     |
| ダミエン・パイエ         | 男子5kmオープンウォーター | -         | -    | -        | -        | 57分39秒70      | 62位     |
| アリーヤ・パレストリーニ | 女子50m自由形             | 28秒69    | 72位 | 予選敗退 | 予選敗退 | 予選敗退        | 予選敗退 |
| アリーヤ・パレストリーニ | 女子50m背泳ぎ             | 32秒07    | 45位 | 予選敗退 | 予選敗退 | 予選敗退        | 予選敗退 |
| アンジェリーナ・スマイス | 女子100m自由形            | 1分03秒63 | 67位 | 予選敗退 | 予選敗退 | 予選敗退        | 予選敗退 |
| アンジェリーナ・スマイス | 女子100m背泳ぎ            | 1分10秒37 | 52位 | 予選敗退 | 予選敗退 | 予選敗退        | 予選敗退 |
| ドリアンヌ・ブリストル   | 女子5kmオープンウォーター | -         | -    | -        | -        | 時間切れ        | 時間切れ |